# フォート
フォート（ウクライナ語: Науково-виробниче об’єднання «ФОРТ» МВС України、英語: Research and Production Company «Fort» of the Ministry of Interior of Ukraine）は、ウクライナの国有企業で、火器や法執行機関向け特殊装備の開発・製造を専門とする。ウクライナ内務省傘下にあり、ヴィーンヌィツャに本社を置く。

## 歴史

### 1990年代
フォートは1991年1月24日、ウクライナ内務省の法執行官向け保護装備の開発・製造を目的に設立された。当初はヴィーンヌィツャ州の内務局特別部門を基盤とした小型科学生産企業として発足。
1994年、国産火器・特殊装備の開発強化のため、政府の決定によりヴィーンヌィツャ科学研究機器製造工場がフォートに統合され、科学生産合同「フォート」が形成された。1998年、ウクライナ内閣は同企業に国有（カゼンネ）の地位を付与。
同年3月、ウクライナ初の銃器連続生産工場を開設。開所式では、ウクライナが銃器生産の国際的孤立を打破したと宣言された。同年、チェコ製ピストルČZ-75およびČZ-83を基に開発された初のピストル「Fort-12」の生産を開始。チェコから製造設備を導入。
1999年2月、当時の内務大臣ユーリー・クラフチェンコは、Fort-12の小ロットがカザフスタンに輸出され、同国の内務省が採用を決定したと発表。

### 2000年代
2000年10月、フォートはウズベキスタンへのピストル供給契約を締結。
2002年、チェコのチェスカー・ズブロヨフカ・ウヘルスキブロッドから供給されていた銃身を、電炉精錬技術を活用し自社生産に切り替え。
2003年、国際市場参入に向けた積極的なマーケティングを開始。2004年までにピストルの販売ロットは500丁に拡大。
2004年アテネオリンピックでは、フォートがアテネの警察に手錠とゴム警棒を提供。
2008年12月25日、内務省命令により、フォートは車両ナンバープレートの製造・供給を開始。2009年2月11日、契約を締結。

### 2010年代
2010年10月26日、首相ミコラ・アザロフがフォートを訪問し、武器・特殊装備の恒常的国営発注の可能性を検討すると表明。
2010年10月27日、ウクライナ内閣はフォートに1930万フリヴニャを無償供与し、MIM技術（金属粉末射出成形）による武器部品生産ラインを導入。
2010年11月、内務省の入札で車両ナンバープレート（115.7万枚、総額1億3369万6338フリヴニャ）の供給を受注。
2011年、オシュチャドバンクはフォートからフォート-17ピストル121丁と弾薬2万3950発を購入。同年、オシュチャドバンクはさらにフォートピストル327丁とPM型弾薬4万1750発を86万7639フリヴニャで購入。
2011年7月8日、内務省はフォートから火器336丁（フォート-21ピストル164丁、フォート-17-05ピストル100丁、フォート-224短機関銃51丁、フォート-221突撃銃7丁、フォート-401機関銃7丁、フォート-500ポンプアクション銃7丁）を623万フリヴニャで購入。
ウクルヒドロエネルホは、武装警備部隊向けにフォート-17ピストル118丁を32万6388フリヴニャで購入。
2011年以降、内務省はフォートが車両ナンバープレートの特許を保有するため、単独入札でナンバープレートを購入。特許はフォートとポーランドのウタル社が共有。2014年、アルセン・アヴァコフ内務大臣就任後、特許はハルキウのスヴィトロフォル社に移管され、フォートは同社とライセンス契約を締結。
2018年、南西鉄道 (ウクライナ)の武装警備部隊がフォートから突撃銃、短機関銃、ピストルを260万フリヴニャで購入。
同年、9×18mmおよび9×19mmピストル弾のフルサイクル生産ラインを稼働。政府と経済省の支援で6900万フリヴニャを投じ、米国、チェコ、ポーランド、トルコ製の設備を導入。年間1400万発の生産能力を確保。

### 2020年代
2021年11月、ウクライナ国家親衛隊の第3008部隊がフォートの重要施設警備を目的に新部隊を設立。

### 事件
2019年4月、イラク国境警察がフォート-19ピストル1033丁（9×19mm）を密輸品として押収。
2020年3月、ウクライナ保安庁はフォートの元幹部が170万米ドルの予算を不正流用した疑いを公表。海外から輸入した工作機械が1920年代製のスクラップで、弾薬供給に支障をきたしたとされる。

## 事業活動
フォートには600人以上の熟練技術者が在籍し、高精度加工センターや最新コンピュータ技術を導入している。主な事業は、弾道設計ソフトウェア、物体登録のコンピュータ手法、過酷な気候条件下での使用を可能にする化学熱処理技術など、銃器製造の高度技術開発である。
ウクライナ唯一の大量銃器生産工場を有し、Fort-12やFort-17などの自社ブランドピストルを主力製品とする。また、国内唯一の銃器試験実験室を運営。
製品は銃器、弾薬、市民向け非致死性兵器（ゴム弾ピストルなど）に及び、輸出比率は2008年で40％、2009年で65％以上を占める。

### 国際協力
フォートはイスラエルのライセンスに基づくピストル共同生産を行い、部品の60％を国内生産、40％を輸入。イスラエルのTAR-21突撃銃を基にしたFort-221、Fort-222、Fort-223、Fort-224の組み立てを開始。
製品は独立国家共同体諸国や東南アジアに輸出され、国内では内務省、ウクライナ保安庁、ウクライナ国家税務庁、ウクライナ国境庁に供給。2004年時点で内務省職員の12％がフォートピストルを装備。
国際展示会（IDEX-1999、IDEX-2001、IDEF-2001、IDEX-2011、「武器と安全2006-2011」など）で製品を展示し、IDEX-2001、MILIPOL-2001、Malaysia-2002で受賞。
2017年1月11日、ウクライナ内閣はフォートに軍用品の輸出入権限を拡大（装甲装備、映像形成装置、技術など）。

## 製品

### 製品ラインナップ
フォートの銃器（特にFort-12、Fort-17）は、ウクライナの公的・民間警備機関で人気を博している。主な製品は以下の通り：
- ライフルピストル（自動ピストル）
- 非致死性兵器（ゴム弾ピストル）
- ガス銃
- ショットガン、滑腔銃
- 消音器
- レーザー照準器
- 狩猟用武器（ライフル、カービン）
- 特殊装備（防護装備、特殊衣類、防護盾、車両強制停止装置、ゴム警棒、手錠、足枷）
- ホルスター、銃カバー
- ナイフ用革ケース
- 車両検査・試験装置
- 金庫
- 武器保管庫・強化金属キャビネット

### 主なモデル
- ピストル：Fort-12、Fort-17、Fort-19、Fort-21など
- スポーツピストル：ソキル、ベルクト、コブラ
- 非致死性ピストル：Fort-12R、Fort-17R、PM-RFなど
- 短機関銃：Fort-230
- 狩猟用武器：AKM-F、SKS-MF、TOZ-8OPFなど
- ポンプアクション銃：Fort-500
- 自動火器：Fort-221（TAR-21）、Fort-250、AK-74（改良型）
- 狙撃銃：Fort-301（Galil Sniper）
- 機関銃：Fort-401（Negev）
- ナイフ：Fort-100、Fort-135
- 消音器：Fort-4
- 弾薬：Fort-T、Fort-RR

## 豆知識
- 1995年4月29日、ウクライナ大統領令により「名誉火器」賞が設立され、Fort-12が授与対象に指定[1]。
- 「フォート」は多くの言語で「強化」「防護」を意味し、英語の「fort」（要塞）やウクライナ語の「фортеця」（要塞）に由来[36]。
- オレンジ革命を記念し、「ТАК！」（はい！）の刻印入りピストルを限定生産。金箔装飾を施し、通常の4～5倍の価格で販売[38]。